# Canaryfly
Canaryfly es una compañía aérea canaria que opera vuelos regulares de pasajeros entre las Islas Canarias.
Esta aerolínea, con sede social en el aeropuerto de Gran Canaria, se fundó en 2008, operando vuelos entre las Islas Canarias, siendo en mayo de 2012 cuando inaugura su primera ruta interinsular.

## Historia
Canaryfly empezó sus operaciones en 2008 y en sus comienzos la aerolínea cubría rutas regulares entre Canarias y África. En mayo de 2012, Canaryfly inaugura su primera ruta interinsular. 
2016 es el año de la consolidación de Canaryfly en el mercado aéreo canario, ya que ha incrementado sus rutas y asientos en más de un 30% , de forma que transporta a más de 70.000 pasajeros cada mes. En 2019, Canaryfly dio el salto a la Península, gracias a un acuerdo con Air Nostrum para operar parte de su flota de ATR72 serie 600 en destinos peninsulares de la compañía valenciana operadora regional de Iberia. 
El equipo profesional de Canaryfly, liderado por Régulo Andrade, está formado por más de 200 empleados distribuidos en 20 departamentos. La empresa dragona S.A en el año 2019 adquirió un 20% de la empresa para operar con la isla de El Hierro.

## Flota actual
La flota de Canaryfly está integrada exclusivamente por aviones turbohélices ATR 72, considerado como el mejor avión para trayectos regionales de corta duración. Los aviones que opera son:
| Aeronaves  | En servicio | Pedidos | Pasajeros                                         | Matrículas                                        | Antigüedad                                        |
| ---------- | ----------- | ------- | ------------------------------------------------- | ------------------------------------------------- | ------------------------------------------------- |
| ATR 72-500 | 6           | —       | 70                                                | EC-NYS                                            | 17,2 años                                         |
| ATR 72-500 | 6           | —       | 68                                                | EC-LAD                                            | 16,2 años                                         |
| ATR 72-500 | 6           | —       | 68                                                | EC-MUJ                                            | 15,9 años                                         |
| ATR 72-500 | 6           | —       | 68                                                | EC-MSM                                            | 15 años                                           |
| ATR 72-500 | 6           | —       | 68                                                | EC-MHJ                                            | 13,5 años                                         |
| Total      | 6           | —       | Edad media de la flota (junio de 2025): 15,6 años | Edad media de la flota (junio de 2025): 15,6 años | Edad media de la flota (junio de 2025): 15,6 años |

### Flota histórica
| Aeronave                        | Total | Introducido | Retirado | Matrículas              |
| ------------------------------- | ----- | ----------- | -------- | ----------------------- |
| ATR 42                          | 2     | 2011        | 2016     | EC-LMX y EC-LYZ         |
| De Havilland Canadá Dash 8      | 2     | 2014        | 2015     | OE-LIC y OE-LSB         |
| Fairchild Swearingen Metroliner | 3     | 2008        | 2015     | EC-JQC, EC-GJM y EC-IRS |

## Destinos
En la actualidad, Canaryfly opera sus vuelos en seis aeropuertos insulares de Canarias: 
| Destinos       | Aeropuertos                                      |
| Islas Canarias | Islas Canarias                                   |
| -------------- | ------------------------------------------------ |
| El Hierro      | Aeropuerto de El Hierro                          |
| Fuerteventura  | Aeropuerto de Fuerteventura                      |
| Gran Canaria   | Aeropuerto de Gran Canaria                       |
| Lanzarote      | Aeropuerto César Manrique-Lanzarote              |
| La Palma       | Aeropuerto de La Palma                           |
| Tenerife       | Aeropuerto de Tenerife Norte-Ciudad de La Laguna |